# Gérasz
Gérasz (/ˈdʒɪərəs/; ógörögül: Γῆρας, átírva: Gễras), más néven Gēras, az öregség istene volt a görög mitológiában. Egy apró, aszott öregemberként ábrázolták. Gérasz ellentéte Hébé volt, az ifjúság istennője. Római megfelelője Senectus. Elsősorban olyan vázaképekről ismert, amelyeken Héraklésszal látható; a képeket inspiráló mítosz azonban elveszett.

## Mitológia
Hésziodosz szerint Gérasz az éjszaka istennőjének, Nüxnek számos önállóan nemzett gyermekének egyike. Más források, például Hyginus és Cicero, azonban hozzáteszik, hogy Erebosz, Nüx társa, Gérasz apja volt.
A Tithónosz-mítosz szerint a halandó herceg halhatatlanságot kapott az istenektől, de örök ifjúságot nem, így amikor elérte az öregkort, tovább öregedett és zsugorodott, de soha nem halt meg. Végül isteni szeretője, Éósz kabócává változtatta.
Több ókori görög váza Géraszt Héraklésszal küzdve ábrázolja, bár ilyen írott mítosz nem maradt fenn. Gérasz egy öreg, ráncos, kopasz férfiként jelenik meg, aki könyörög az életéért.
Philosztratosz szerint Gadeira lakói oltárokat emeltek Gérasz és Thanatosz tiszteletére.

## Funkciója
Gérasz az emberekben megtestesítve egy erényt képviselt: minél több gēras-t (tiszteletet) szerzett valaki, annál nagyobb kleos-szal (hírnév) és areté-val (kiválóság és bátorság) rendelkezett. Az ókori görög irodalomban a kapcsolódó géras (γέρας) szó jelenthette a befolyást, hatalmat vagy tekintélyt is, különösen azt, amely a hírnévből, jó megjelenésből és az erőből származott, amelyet harcban vagy versengésben értek el.
Az ilyen jelentések Homérosz Odüsszeiájában is megtalálhatók, ahol a különböző királyok aggodalmat mutatnak amiatt, hogy milyen géras-t hagynak fiaikra nevük révén. Ez különösen fontos volt, mivel a korabeli királyok (például Odüsszeusz) nem öröklés útján uralkodtak, hanem az általános beleegyezés alapján, elismerve hatalmas befolyásukat.
A görög γῆρας (gēras) szó "öregkort" jelent, de néha "holt bőrt" vagy "kígyóbőrt" is jelenthet. Ez a szó a gyökere az angol "geriatric" (geriátriai) és "progeria" szavaknak.